# Atak Torre
|   | a | b | c | d | e | f | g | h |   |
| 8 | a8 – Czarna wieża · b8 – Czarny skoczek · c8 – Czarny goniec · d8 – Czarny hetman · e8 – Czarny król · f8 – Czarny goniec · h8 – Czarna wieża · a7 – Czarny pionek · b7 – Czarny pionek · c7 – Czarny pionek · e7 – Czarny pionek · f7 – Czarny pionek · g7 – Czarny pionek · h7 – Czarny pionek · f6 – Czarny skoczek · d5 – Czarny pionek · g5 – Biały goniec · d4 – Biały pionek · f3 – Biały skoczek · a2 – Biały pionek · b2 – Biały pionek · c2 – Biały pionek · e2 – Biały pionek · f2 – Biały pionek · g2 – Biały pionek · h2 – Biały pionek · a1 – Biała wieża · b1 – Biały skoczek · d1 – Biały hetman · e1 – Biały król · f1 – Biały goniec · h1 – Biała wieża | a8 – Czarna wieża · b8 – Czarny skoczek · c8 – Czarny goniec · d8 – Czarny hetman · e8 – Czarny król · f8 – Czarny goniec · h8 – Czarna wieża · a7 – Czarny pionek · b7 – Czarny pionek · c7 – Czarny pionek · e7 – Czarny pionek · f7 – Czarny pionek · g7 – Czarny pionek · h7 – Czarny pionek · f6 – Czarny skoczek · d5 – Czarny pionek · g5 – Biały goniec · d4 – Biały pionek · f3 – Biały skoczek · a2 – Biały pionek · b2 – Biały pionek · c2 – Biały pionek · e2 – Biały pionek · f2 – Biały pionek · g2 – Biały pionek · h2 – Biały pionek · a1 – Biała wieża · b1 – Biały skoczek · d1 – Biały hetman · e1 – Biały król · f1 – Biały goniec · h1 – Biała wieża | a8 – Czarna wieża · b8 – Czarny skoczek · c8 – Czarny goniec · d8 – Czarny hetman · e8 – Czarny król · f8 – Czarny goniec · h8 – Czarna wieża · a7 – Czarny pionek · b7 – Czarny pionek · c7 – Czarny pionek · e7 – Czarny pionek · f7 – Czarny pionek · g7 – Czarny pionek · h7 – Czarny pionek · f6 – Czarny skoczek · d5 – Czarny pionek · g5 – Biały goniec · d4 – Biały pionek · f3 – Biały skoczek · a2 – Biały pionek · b2 – Biały pionek · c2 – Biały pionek · e2 – Biały pionek · f2 – Biały pionek · g2 – Biały pionek · h2 – Biały pionek · a1 – Biała wieża · b1 – Biały skoczek · d1 – Biały hetman · e1 – Biały król · f1 – Biały goniec · h1 – Biała wieża | a8 – Czarna wieża · b8 – Czarny skoczek · c8 – Czarny goniec · d8 – Czarny hetman · e8 – Czarny król · f8 – Czarny goniec · h8 – Czarna wieża · a7 – Czarny pionek · b7 – Czarny pionek · c7 – Czarny pionek · e7 – Czarny pionek · f7 – Czarny pionek · g7 – Czarny pionek · h7 – Czarny pionek · f6 – Czarny skoczek · d5 – Czarny pionek · g5 – Biały goniec · d4 – Biały pionek · f3 – Biały skoczek · a2 – Biały pionek · b2 – Biały pionek · c2 – Biały pionek · e2 – Biały pionek · f2 – Biały pionek · g2 – Biały pionek · h2 – Biały pionek · a1 – Biała wieża · b1 – Biały skoczek · d1 – Biały hetman · e1 – Biały król · f1 – Biały goniec · h1 – Biała wieża | a8 – Czarna wieża · b8 – Czarny skoczek · c8 – Czarny goniec · d8 – Czarny hetman · e8 – Czarny król · f8 – Czarny goniec · h8 – Czarna wieża · a7 – Czarny pionek · b7 – Czarny pionek · c7 – Czarny pionek · e7 – Czarny pionek · f7 – Czarny pionek · g7 – Czarny pionek · h7 – Czarny pionek · f6 – Czarny skoczek · d5 – Czarny pionek · g5 – Biały goniec · d4 – Biały pionek · f3 – Biały skoczek · a2 – Biały pionek · b2 – Biały pionek · c2 – Biały pionek · e2 – Biały pionek · f2 – Biały pionek · g2 – Biały pionek · h2 – Biały pionek · a1 – Biała wieża · b1 – Biały skoczek · d1 – Biały hetman · e1 – Biały król · f1 – Biały goniec · h1 – Biała wieża | a8 – Czarna wieża · b8 – Czarny skoczek · c8 – Czarny goniec · d8 – Czarny hetman · e8 – Czarny król · f8 – Czarny goniec · h8 – Czarna wieża · a7 – Czarny pionek · b7 – Czarny pionek · c7 – Czarny pionek · e7 – Czarny pionek · f7 – Czarny pionek · g7 – Czarny pionek · h7 – Czarny pionek · f6 – Czarny skoczek · d5 – Czarny pionek · g5 – Biały goniec · d4 – Biały pionek · f3 – Biały skoczek · a2 – Biały pionek · b2 – Biały pionek · c2 – Biały pionek · e2 – Biały pionek · f2 – Biały pionek · g2 – Biały pionek · h2 – Biały pionek · a1 – Biała wieża · b1 – Biały skoczek · d1 – Biały hetman · e1 – Biały król · f1 – Biały goniec · h1 – Biała wieża | a8 – Czarna wieża · b8 – Czarny skoczek · c8 – Czarny goniec · d8 – Czarny hetman · e8 – Czarny król · f8 – Czarny goniec · h8 – Czarna wieża · a7 – Czarny pionek · b7 – Czarny pionek · c7 – Czarny pionek · e7 – Czarny pionek · f7 – Czarny pionek · g7 – Czarny pionek · h7 – Czarny pionek · f6 – Czarny skoczek · d5 – Czarny pionek · g5 – Biały goniec · d4 – Biały pionek · f3 – Biały skoczek · a2 – Biały pionek · b2 – Biały pionek · c2 – Biały pionek · e2 – Biały pionek · f2 – Biały pionek · g2 – Biały pionek · h2 – Biały pionek · a1 – Biała wieża · b1 – Biały skoczek · d1 – Biały hetman · e1 – Biały król · f1 – Biały goniec · h1 – Biała wieża | a8 – Czarna wieża · b8 – Czarny skoczek · c8 – Czarny goniec · d8 – Czarny hetman · e8 – Czarny król · f8 – Czarny goniec · h8 – Czarna wieża · a7 – Czarny pionek · b7 – Czarny pionek · c7 – Czarny pionek · e7 – Czarny pionek · f7 – Czarny pionek · g7 – Czarny pionek · h7 – Czarny pionek · f6 – Czarny skoczek · d5 – Czarny pionek · g5 – Biały goniec · d4 – Biały pionek · f3 – Biały skoczek · a2 – Biały pionek · b2 – Biały pionek · c2 – Biały pionek · e2 – Biały pionek · f2 – Biały pionek · g2 – Biały pionek · h2 – Biały pionek · a1 – Biała wieża · b1 – Biały skoczek · d1 – Biały hetman · e1 – Biały król · f1 – Biały goniec · h1 – Biała wieża | 8 |
| 7 | a8 – Czarna wieża · b8 – Czarny skoczek · c8 – Czarny goniec · d8 – Czarny hetman · e8 – Czarny król · f8 – Czarny goniec · h8 – Czarna wieża · a7 – Czarny pionek · b7 – Czarny pionek · c7 – Czarny pionek · e7 – Czarny pionek · f7 – Czarny pionek · g7 – Czarny pionek · h7 – Czarny pionek · f6 – Czarny skoczek · d5 – Czarny pionek · g5 – Biały goniec · d4 – Biały pionek · f3 – Biały skoczek · a2 – Biały pionek · b2 – Biały pionek · c2 – Biały pionek · e2 – Biały pionek · f2 – Biały pionek · g2 – Biały pionek · h2 – Biały pionek · a1 – Biała wieża · b1 – Biały skoczek · d1 – Biały hetman · e1 – Biały król · f1 – Biały goniec · h1 – Biała wieża | a8 – Czarna wieża · b8 – Czarny skoczek · c8 – Czarny goniec · d8 – Czarny hetman · e8 – Czarny król · f8 – Czarny goniec · h8 – Czarna wieża · a7 – Czarny pionek · b7 – Czarny pionek · c7 – Czarny pionek · e7 – Czarny pionek · f7 – Czarny pionek · g7 – Czarny pionek · h7 – Czarny pionek · f6 – Czarny skoczek · d5 – Czarny pionek · g5 – Biały goniec · d4 – Biały pionek · f3 – Biały skoczek · a2 – Biały pionek · b2 – Biały pionek · c2 – Biały pionek · e2 – Biały pionek · f2 – Biały pionek · g2 – Biały pionek · h2 – Biały pionek · a1 – Biała wieża · b1 – Biały skoczek · d1 – Biały hetman · e1 – Biały król · f1 – Biały goniec · h1 – Biała wieża | a8 – Czarna wieża · b8 – Czarny skoczek · c8 – Czarny goniec · d8 – Czarny hetman · e8 – Czarny król · f8 – Czarny goniec · h8 – Czarna wieża · a7 – Czarny pionek · b7 – Czarny pionek · c7 – Czarny pionek · e7 – Czarny pionek · f7 – Czarny pionek · g7 – Czarny pionek · h7 – Czarny pionek · f6 – Czarny skoczek · d5 – Czarny pionek · g5 – Biały goniec · d4 – Biały pionek · f3 – Biały skoczek · a2 – Biały pionek · b2 – Biały pionek · c2 – Biały pionek · e2 – Biały pionek · f2 – Biały pionek · g2 – Biały pionek · h2 – Biały pionek · a1 – Biała wieża · b1 – Biały skoczek · d1 – Biały hetman · e1 – Biały król · f1 – Biały goniec · h1 – Biała wieża | a8 – Czarna wieża · b8 – Czarny skoczek · c8 – Czarny goniec · d8 – Czarny hetman · e8 – Czarny król · f8 – Czarny goniec · h8 – Czarna wieża · a7 – Czarny pionek · b7 – Czarny pionek · c7 – Czarny pionek · e7 – Czarny pionek · f7 – Czarny pionek · g7 – Czarny pionek · h7 – Czarny pionek · f6 – Czarny skoczek · d5 – Czarny pionek · g5 – Biały goniec · d4 – Biały pionek · f3 – Biały skoczek · a2 – Biały pionek · b2 – Biały pionek · c2 – Biały pionek · e2 – Biały pionek · f2 – Biały pionek · g2 – Biały pionek · h2 – Biały pionek · a1 – Biała wieża · b1 – Biały skoczek · d1 – Biały hetman · e1 – Biały król · f1 – Biały goniec · h1 – Biała wieża | a8 – Czarna wieża · b8 – Czarny skoczek · c8 – Czarny goniec · d8 – Czarny hetman · e8 – Czarny król · f8 – Czarny goniec · h8 – Czarna wieża · a7 – Czarny pionek · b7 – Czarny pionek · c7 – Czarny pionek · e7 – Czarny pionek · f7 – Czarny pionek · g7 – Czarny pionek · h7 – Czarny pionek · f6 – Czarny skoczek · d5 – Czarny pionek · g5 – Biały goniec · d4 – Biały pionek · f3 – Biały skoczek · a2 – Biały pionek · b2 – Biały pionek · c2 – Biały pionek · e2 – Biały pionek · f2 – Biały pionek · g2 – Biały pionek · h2 – Biały pionek · a1 – Biała wieża · b1 – Biały skoczek · d1 – Biały hetman · e1 – Biały król · f1 – Biały goniec · h1 – Biała wieża | a8 – Czarna wieża · b8 – Czarny skoczek · c8 – Czarny goniec · d8 – Czarny hetman · e8 – Czarny król · f8 – Czarny goniec · h8 – Czarna wieża · a7 – Czarny pionek · b7 – Czarny pionek · c7 – Czarny pionek · e7 – Czarny pionek · f7 – Czarny pionek · g7 – Czarny pionek · h7 – Czarny pionek · f6 – Czarny skoczek · d5 – Czarny pionek · g5 – Biały goniec · d4 – Biały pionek · f3 – Biały skoczek · a2 – Biały pionek · b2 – Biały pionek · c2 – Biały pionek · e2 – Biały pionek · f2 – Biały pionek · g2 – Biały pionek · h2 – Biały pionek · a1 – Biała wieża · b1 – Biały skoczek · d1 – Biały hetman · e1 – Biały król · f1 – Biały goniec · h1 – Biała wieża | a8 – Czarna wieża · b8 – Czarny skoczek · c8 – Czarny goniec · d8 – Czarny hetman · e8 – Czarny król · f8 – Czarny goniec · h8 – Czarna wieża · a7 – Czarny pionek · b7 – Czarny pionek · c7 – Czarny pionek · e7 – Czarny pionek · f7 – Czarny pionek · g7 – Czarny pionek · h7 – Czarny pionek · f6 – Czarny skoczek · d5 – Czarny pionek · g5 – Biały goniec · d4 – Biały pionek · f3 – Biały skoczek · a2 – Biały pionek · b2 – Biały pionek · c2 – Biały pionek · e2 – Biały pionek · f2 – Biały pionek · g2 – Biały pionek · h2 – Biały pionek · a1 – Biała wieża · b1 – Biały skoczek · d1 – Biały hetman · e1 – Biały król · f1 – Biały goniec · h1 – Biała wieża | a8 – Czarna wieża · b8 – Czarny skoczek · c8 – Czarny goniec · d8 – Czarny hetman · e8 – Czarny król · f8 – Czarny goniec · h8 – Czarna wieża · a7 – Czarny pionek · b7 – Czarny pionek · c7 – Czarny pionek · e7 – Czarny pionek · f7 – Czarny pionek · g7 – Czarny pionek · h7 – Czarny pionek · f6 – Czarny skoczek · d5 – Czarny pionek · g5 – Biały goniec · d4 – Biały pionek · f3 – Biały skoczek · a2 – Biały pionek · b2 – Biały pionek · c2 – Biały pionek · e2 – Biały pionek · f2 – Biały pionek · g2 – Biały pionek · h2 – Biały pionek · a1 – Biała wieża · b1 – Biały skoczek · d1 – Biały hetman · e1 – Biały król · f1 – Biały goniec · h1 – Biała wieża | 7 |
| 6 | a8 – Czarna wieża · b8 – Czarny skoczek · c8 – Czarny goniec · d8 – Czarny hetman · e8 – Czarny król · f8 – Czarny goniec · h8 – Czarna wieża · a7 – Czarny pionek · b7 – Czarny pionek · c7 – Czarny pionek · e7 – Czarny pionek · f7 – Czarny pionek · g7 – Czarny pionek · h7 – Czarny pionek · f6 – Czarny skoczek · d5 – Czarny pionek · g5 – Biały goniec · d4 – Biały pionek · f3 – Biały skoczek · a2 – Biały pionek · b2 – Biały pionek · c2 – Biały pionek · e2 – Biały pionek · f2 – Biały pionek · g2 – Biały pionek · h2 – Biały pionek · a1 – Biała wieża · b1 – Biały skoczek · d1 – Biały hetman · e1 – Biały król · f1 – Biały goniec · h1 – Biała wieża | a8 – Czarna wieża · b8 – Czarny skoczek · c8 – Czarny goniec · d8 – Czarny hetman · e8 – Czarny król · f8 – Czarny goniec · h8 – Czarna wieża · a7 – Czarny pionek · b7 – Czarny pionek · c7 – Czarny pionek · e7 – Czarny pionek · f7 – Czarny pionek · g7 – Czarny pionek · h7 – Czarny pionek · f6 – Czarny skoczek · d5 – Czarny pionek · g5 – Biały goniec · d4 – Biały pionek · f3 – Biały skoczek · a2 – Biały pionek · b2 – Biały pionek · c2 – Biały pionek · e2 – Biały pionek · f2 – Biały pionek · g2 – Biały pionek · h2 – Biały pionek · a1 – Biała wieża · b1 – Biały skoczek · d1 – Biały hetman · e1 – Biały król · f1 – Biały goniec · h1 – Biała wieża | a8 – Czarna wieża · b8 – Czarny skoczek · c8 – Czarny goniec · d8 – Czarny hetman · e8 – Czarny król · f8 – Czarny goniec · h8 – Czarna wieża · a7 – Czarny pionek · b7 – Czarny pionek · c7 – Czarny pionek · e7 – Czarny pionek · f7 – Czarny pionek · g7 – Czarny pionek · h7 – Czarny pionek · f6 – Czarny skoczek · d5 – Czarny pionek · g5 – Biały goniec · d4 – Biały pionek · f3 – Biały skoczek · a2 – Biały pionek · b2 – Biały pionek · c2 – Biały pionek · e2 – Biały pionek · f2 – Biały pionek · g2 – Biały pionek · h2 – Biały pionek · a1 – Biała wieża · b1 – Biały skoczek · d1 – Biały hetman · e1 – Biały król · f1 – Biały goniec · h1 – Biała wieża | a8 – Czarna wieża · b8 – Czarny skoczek · c8 – Czarny goniec · d8 – Czarny hetman · e8 – Czarny król · f8 – Czarny goniec · h8 – Czarna wieża · a7 – Czarny pionek · b7 – Czarny pionek · c7 – Czarny pionek · e7 – Czarny pionek · f7 – Czarny pionek · g7 – Czarny pionek · h7 – Czarny pionek · f6 – Czarny skoczek · d5 – Czarny pionek · g5 – Biały goniec · d4 – Biały pionek · f3 – Biały skoczek · a2 – Biały pionek · b2 – Biały pionek · c2 – Biały pionek · e2 – Biały pionek · f2 – Biały pionek · g2 – Biały pionek · h2 – Biały pionek · a1 – Biała wieża · b1 – Biały skoczek · d1 – Biały hetman · e1 – Biały król · f1 – Biały goniec · h1 – Biała wieża | a8 – Czarna wieża · b8 – Czarny skoczek · c8 – Czarny goniec · d8 – Czarny hetman · e8 – Czarny król · f8 – Czarny goniec · h8 – Czarna wieża · a7 – Czarny pionek · b7 – Czarny pionek · c7 – Czarny pionek · e7 – Czarny pionek · f7 – Czarny pionek · g7 – Czarny pionek · h7 – Czarny pionek · f6 – Czarny skoczek · d5 – Czarny pionek · g5 – Biały goniec · d4 – Biały pionek · f3 – Biały skoczek · a2 – Biały pionek · b2 – Biały pionek · c2 – Biały pionek · e2 – Biały pionek · f2 – Biały pionek · g2 – Biały pionek · h2 – Biały pionek · a1 – Biała wieża · b1 – Biały skoczek · d1 – Biały hetman · e1 – Biały król · f1 – Biały goniec · h1 – Biała wieża | a8 – Czarna wieża · b8 – Czarny skoczek · c8 – Czarny goniec · d8 – Czarny hetman · e8 – Czarny król · f8 – Czarny goniec · h8 – Czarna wieża · a7 – Czarny pionek · b7 – Czarny pionek · c7 – Czarny pionek · e7 – Czarny pionek · f7 – Czarny pionek · g7 – Czarny pionek · h7 – Czarny pionek · f6 – Czarny skoczek · d5 – Czarny pionek · g5 – Biały goniec · d4 – Biały pionek · f3 – Biały skoczek · a2 – Biały pionek · b2 – Biały pionek · c2 – Biały pionek · e2 – Biały pionek · f2 – Biały pionek · g2 – Biały pionek · h2 – Biały pionek · a1 – Biała wieża · b1 – Biały skoczek · d1 – Biały hetman · e1 – Biały król · f1 – Biały goniec · h1 – Biała wieża | a8 – Czarna wieża · b8 – Czarny skoczek · c8 – Czarny goniec · d8 – Czarny hetman · e8 – Czarny król · f8 – Czarny goniec · h8 – Czarna wieża · a7 – Czarny pionek · b7 – Czarny pionek · c7 – Czarny pionek · e7 – Czarny pionek · f7 – Czarny pionek · g7 – Czarny pionek · h7 – Czarny pionek · f6 – Czarny skoczek · d5 – Czarny pionek · g5 – Biały goniec · d4 – Biały pionek · f3 – Biały skoczek · a2 – Biały pionek · b2 – Biały pionek · c2 – Biały pionek · e2 – Biały pionek · f2 – Biały pionek · g2 – Biały pionek · h2 – Biały pionek · a1 – Biała wieża · b1 – Biały skoczek · d1 – Biały hetman · e1 – Biały król · f1 – Biały goniec · h1 – Biała wieża | a8 – Czarna wieża · b8 – Czarny skoczek · c8 – Czarny goniec · d8 – Czarny hetman · e8 – Czarny król · f8 – Czarny goniec · h8 – Czarna wieża · a7 – Czarny pionek · b7 – Czarny pionek · c7 – Czarny pionek · e7 – Czarny pionek · f7 – Czarny pionek · g7 – Czarny pionek · h7 – Czarny pionek · f6 – Czarny skoczek · d5 – Czarny pionek · g5 – Biały goniec · d4 – Biały pionek · f3 – Biały skoczek · a2 – Biały pionek · b2 – Biały pionek · c2 – Biały pionek · e2 – Biały pionek · f2 – Biały pionek · g2 – Biały pionek · h2 – Biały pionek · a1 – Biała wieża · b1 – Biały skoczek · d1 – Biały hetman · e1 – Biały król · f1 – Biały goniec · h1 – Biała wieża | 6 |
| 5 | a8 – Czarna wieża · b8 – Czarny skoczek · c8 – Czarny goniec · d8 – Czarny hetman · e8 – Czarny król · f8 – Czarny goniec · h8 – Czarna wieża · a7 – Czarny pionek · b7 – Czarny pionek · c7 – Czarny pionek · e7 – Czarny pionek · f7 – Czarny pionek · g7 – Czarny pionek · h7 – Czarny pionek · f6 – Czarny skoczek · d5 – Czarny pionek · g5 – Biały goniec · d4 – Biały pionek · f3 – Biały skoczek · a2 – Biały pionek · b2 – Biały pionek · c2 – Biały pionek · e2 – Biały pionek · f2 – Biały pionek · g2 – Biały pionek · h2 – Biały pionek · a1 – Biała wieża · b1 – Biały skoczek · d1 – Biały hetman · e1 – Biały król · f1 – Biały goniec · h1 – Biała wieża | a8 – Czarna wieża · b8 – Czarny skoczek · c8 – Czarny goniec · d8 – Czarny hetman · e8 – Czarny król · f8 – Czarny goniec · h8 – Czarna wieża · a7 – Czarny pionek · b7 – Czarny pionek · c7 – Czarny pionek · e7 – Czarny pionek · f7 – Czarny pionek · g7 – Czarny pionek · h7 – Czarny pionek · f6 – Czarny skoczek · d5 – Czarny pionek · g5 – Biały goniec · d4 – Biały pionek · f3 – Biały skoczek · a2 – Biały pionek · b2 – Biały pionek · c2 – Biały pionek · e2 – Biały pionek · f2 – Biały pionek · g2 – Biały pionek · h2 – Biały pionek · a1 – Biała wieża · b1 – Biały skoczek · d1 – Biały hetman · e1 – Biały król · f1 – Biały goniec · h1 – Biała wieża | a8 – Czarna wieża · b8 – Czarny skoczek · c8 – Czarny goniec · d8 – Czarny hetman · e8 – Czarny król · f8 – Czarny goniec · h8 – Czarna wieża · a7 – Czarny pionek · b7 – Czarny pionek · c7 – Czarny pionek · e7 – Czarny pionek · f7 – Czarny pionek · g7 – Czarny pionek · h7 – Czarny pionek · f6 – Czarny skoczek · d5 – Czarny pionek · g5 – Biały goniec · d4 – Biały pionek · f3 – Biały skoczek · a2 – Biały pionek · b2 – Biały pionek · c2 – Biały pionek · e2 – Biały pionek · f2 – Biały pionek · g2 – Biały pionek · h2 – Biały pionek · a1 – Biała wieża · b1 – Biały skoczek · d1 – Biały hetman · e1 – Biały król · f1 – Biały goniec · h1 – Biała wieża | a8 – Czarna wieża · b8 – Czarny skoczek · c8 – Czarny goniec · d8 – Czarny hetman · e8 – Czarny król · f8 – Czarny goniec · h8 – Czarna wieża · a7 – Czarny pionek · b7 – Czarny pionek · c7 – Czarny pionek · e7 – Czarny pionek · f7 – Czarny pionek · g7 – Czarny pionek · h7 – Czarny pionek · f6 – Czarny skoczek · d5 – Czarny pionek · g5 – Biały goniec · d4 – Biały pionek · f3 – Biały skoczek · a2 – Biały pionek · b2 – Biały pionek · c2 – Biały pionek · e2 – Biały pionek · f2 – Biały pionek · g2 – Biały pionek · h2 – Biały pionek · a1 – Biała wieża · b1 – Biały skoczek · d1 – Biały hetman · e1 – Biały król · f1 – Biały goniec · h1 – Biała wieża | a8 – Czarna wieża · b8 – Czarny skoczek · c8 – Czarny goniec · d8 – Czarny hetman · e8 – Czarny król · f8 – Czarny goniec · h8 – Czarna wieża · a7 – Czarny pionek · b7 – Czarny pionek · c7 – Czarny pionek · e7 – Czarny pionek · f7 – Czarny pionek · g7 – Czarny pionek · h7 – Czarny pionek · f6 – Czarny skoczek · d5 – Czarny pionek · g5 – Biały goniec · d4 – Biały pionek · f3 – Biały skoczek · a2 – Biały pionek · b2 – Biały pionek · c2 – Biały pionek · e2 – Biały pionek · f2 – Biały pionek · g2 – Biały pionek · h2 – Biały pionek · a1 – Biała wieża · b1 – Biały skoczek · d1 – Biały hetman · e1 – Biały król · f1 – Biały goniec · h1 – Biała wieża | a8 – Czarna wieża · b8 – Czarny skoczek · c8 – Czarny goniec · d8 – Czarny hetman · e8 – Czarny król · f8 – Czarny goniec · h8 – Czarna wieża · a7 – Czarny pionek · b7 – Czarny pionek · c7 – Czarny pionek · e7 – Czarny pionek · f7 – Czarny pionek · g7 – Czarny pionek · h7 – Czarny pionek · f6 – Czarny skoczek · d5 – Czarny pionek · g5 – Biały goniec · d4 – Biały pionek · f3 – Biały skoczek · a2 – Biały pionek · b2 – Biały pionek · c2 – Biały pionek · e2 – Biały pionek · f2 – Biały pionek · g2 – Biały pionek · h2 – Biały pionek · a1 – Biała wieża · b1 – Biały skoczek · d1 – Biały hetman · e1 – Biały król · f1 – Biały goniec · h1 – Biała wieża | a8 – Czarna wieża · b8 – Czarny skoczek · c8 – Czarny goniec · d8 – Czarny hetman · e8 – Czarny król · f8 – Czarny goniec · h8 – Czarna wieża · a7 – Czarny pionek · b7 – Czarny pionek · c7 – Czarny pionek · e7 – Czarny pionek · f7 – Czarny pionek · g7 – Czarny pionek · h7 – Czarny pionek · f6 – Czarny skoczek · d5 – Czarny pionek · g5 – Biały goniec · d4 – Biały pionek · f3 – Biały skoczek · a2 – Biały pionek · b2 – Biały pionek · c2 – Biały pionek · e2 – Biały pionek · f2 – Biały pionek · g2 – Biały pionek · h2 – Biały pionek · a1 – Biała wieża · b1 – Biały skoczek · d1 – Biały hetman · e1 – Biały król · f1 – Biały goniec · h1 – Biała wieża | a8 – Czarna wieża · b8 – Czarny skoczek · c8 – Czarny goniec · d8 – Czarny hetman · e8 – Czarny król · f8 – Czarny goniec · h8 – Czarna wieża · a7 – Czarny pionek · b7 – Czarny pionek · c7 – Czarny pionek · e7 – Czarny pionek · f7 – Czarny pionek · g7 – Czarny pionek · h7 – Czarny pionek · f6 – Czarny skoczek · d5 – Czarny pionek · g5 – Biały goniec · d4 – Biały pionek · f3 – Biały skoczek · a2 – Biały pionek · b2 – Biały pionek · c2 – Biały pionek · e2 – Biały pionek · f2 – Biały pionek · g2 – Biały pionek · h2 – Biały pionek · a1 – Biała wieża · b1 – Biały skoczek · d1 – Biały hetman · e1 – Biały król · f1 – Biały goniec · h1 – Biała wieża | 5 |
| 4 | a8 – Czarna wieża · b8 – Czarny skoczek · c8 – Czarny goniec · d8 – Czarny hetman · e8 – Czarny król · f8 – Czarny goniec · h8 – Czarna wieża · a7 – Czarny pionek · b7 – Czarny pionek · c7 – Czarny pionek · e7 – Czarny pionek · f7 – Czarny pionek · g7 – Czarny pionek · h7 – Czarny pionek · f6 – Czarny skoczek · d5 – Czarny pionek · g5 – Biały goniec · d4 – Biały pionek · f3 – Biały skoczek · a2 – Biały pionek · b2 – Biały pionek · c2 – Biały pionek · e2 – Biały pionek · f2 – Biały pionek · g2 – Biały pionek · h2 – Biały pionek · a1 – Biała wieża · b1 – Biały skoczek · d1 – Biały hetman · e1 – Biały król · f1 – Biały goniec · h1 – Biała wieża | a8 – Czarna wieża · b8 – Czarny skoczek · c8 – Czarny goniec · d8 – Czarny hetman · e8 – Czarny król · f8 – Czarny goniec · h8 – Czarna wieża · a7 – Czarny pionek · b7 – Czarny pionek · c7 – Czarny pionek · e7 – Czarny pionek · f7 – Czarny pionek · g7 – Czarny pionek · h7 – Czarny pionek · f6 – Czarny skoczek · d5 – Czarny pionek · g5 – Biały goniec · d4 – Biały pionek · f3 – Biały skoczek · a2 – Biały pionek · b2 – Biały pionek · c2 – Biały pionek · e2 – Biały pionek · f2 – Biały pionek · g2 – Biały pionek · h2 – Biały pionek · a1 – Biała wieża · b1 – Biały skoczek · d1 – Biały hetman · e1 – Biały król · f1 – Biały goniec · h1 – Biała wieża | a8 – Czarna wieża · b8 – Czarny skoczek · c8 – Czarny goniec · d8 – Czarny hetman · e8 – Czarny król · f8 – Czarny goniec · h8 – Czarna wieża · a7 – Czarny pionek · b7 – Czarny pionek · c7 – Czarny pionek · e7 – Czarny pionek · f7 – Czarny pionek · g7 – Czarny pionek · h7 – Czarny pionek · f6 – Czarny skoczek · d5 – Czarny pionek · g5 – Biały goniec · d4 – Biały pionek · f3 – Biały skoczek · a2 – Biały pionek · b2 – Biały pionek · c2 – Biały pionek · e2 – Biały pionek · f2 – Biały pionek · g2 – Biały pionek · h2 – Biały pionek · a1 – Biała wieża · b1 – Biały skoczek · d1 – Biały hetman · e1 – Biały król · f1 – Biały goniec · h1 – Biała wieża | a8 – Czarna wieża · b8 – Czarny skoczek · c8 – Czarny goniec · d8 – Czarny hetman · e8 – Czarny król · f8 – Czarny goniec · h8 – Czarna wieża · a7 – Czarny pionek · b7 – Czarny pionek · c7 – Czarny pionek · e7 – Czarny pionek · f7 – Czarny pionek · g7 – Czarny pionek · h7 – Czarny pionek · f6 – Czarny skoczek · d5 – Czarny pionek · g5 – Biały goniec · d4 – Biały pionek · f3 – Biały skoczek · a2 – Biały pionek · b2 – Biały pionek · c2 – Biały pionek · e2 – Biały pionek · f2 – Biały pionek · g2 – Biały pionek · h2 – Biały pionek · a1 – Biała wieża · b1 – Biały skoczek · d1 – Biały hetman · e1 – Biały król · f1 – Biały goniec · h1 – Biała wieża | a8 – Czarna wieża · b8 – Czarny skoczek · c8 – Czarny goniec · d8 – Czarny hetman · e8 – Czarny król · f8 – Czarny goniec · h8 – Czarna wieża · a7 – Czarny pionek · b7 – Czarny pionek · c7 – Czarny pionek · e7 – Czarny pionek · f7 – Czarny pionek · g7 – Czarny pionek · h7 – Czarny pionek · f6 – Czarny skoczek · d5 – Czarny pionek · g5 – Biały goniec · d4 – Biały pionek · f3 – Biały skoczek · a2 – Biały pionek · b2 – Biały pionek · c2 – Biały pionek · e2 – Biały pionek · f2 – Biały pionek · g2 – Biały pionek · h2 – Biały pionek · a1 – Biała wieża · b1 – Biały skoczek · d1 – Biały hetman · e1 – Biały król · f1 – Biały goniec · h1 – Biała wieża | a8 – Czarna wieża · b8 – Czarny skoczek · c8 – Czarny goniec · d8 – Czarny hetman · e8 – Czarny król · f8 – Czarny goniec · h8 – Czarna wieża · a7 – Czarny pionek · b7 – Czarny pionek · c7 – Czarny pionek · e7 – Czarny pionek · f7 – Czarny pionek · g7 – Czarny pionek · h7 – Czarny pionek · f6 – Czarny skoczek · d5 – Czarny pionek · g5 – Biały goniec · d4 – Biały pionek · f3 – Biały skoczek · a2 – Biały pionek · b2 – Biały pionek · c2 – Biały pionek · e2 – Biały pionek · f2 – Biały pionek · g2 – Biały pionek · h2 – Biały pionek · a1 – Biała wieża · b1 – Biały skoczek · d1 – Biały hetman · e1 – Biały król · f1 – Biały goniec · h1 – Biała wieża | a8 – Czarna wieża · b8 – Czarny skoczek · c8 – Czarny goniec · d8 – Czarny hetman · e8 – Czarny król · f8 – Czarny goniec · h8 – Czarna wieża · a7 – Czarny pionek · b7 – Czarny pionek · c7 – Czarny pionek · e7 – Czarny pionek · f7 – Czarny pionek · g7 – Czarny pionek · h7 – Czarny pionek · f6 – Czarny skoczek · d5 – Czarny pionek · g5 – Biały goniec · d4 – Biały pionek · f3 – Biały skoczek · a2 – Biały pionek · b2 – Biały pionek · c2 – Biały pionek · e2 – Biały pionek · f2 – Biały pionek · g2 – Biały pionek · h2 – Biały pionek · a1 – Biała wieża · b1 – Biały skoczek · d1 – Biały hetman · e1 – Biały król · f1 – Biały goniec · h1 – Biała wieża | a8 – Czarna wieża · b8 – Czarny skoczek · c8 – Czarny goniec · d8 – Czarny hetman · e8 – Czarny król · f8 – Czarny goniec · h8 – Czarna wieża · a7 – Czarny pionek · b7 – Czarny pionek · c7 – Czarny pionek · e7 – Czarny pionek · f7 – Czarny pionek · g7 – Czarny pionek · h7 – Czarny pionek · f6 – Czarny skoczek · d5 – Czarny pionek · g5 – Biały goniec · d4 – Biały pionek · f3 – Biały skoczek · a2 – Biały pionek · b2 – Biały pionek · c2 – Biały pionek · e2 – Biały pionek · f2 – Biały pionek · g2 – Biały pionek · h2 – Biały pionek · a1 – Biała wieża · b1 – Biały skoczek · d1 – Biały hetman · e1 – Biały król · f1 – Biały goniec · h1 – Biała wieża | 4 |
| 3 | a8 – Czarna wieża · b8 – Czarny skoczek · c8 – Czarny goniec · d8 – Czarny hetman · e8 – Czarny król · f8 – Czarny goniec · h8 – Czarna wieża · a7 – Czarny pionek · b7 – Czarny pionek · c7 – Czarny pionek · e7 – Czarny pionek · f7 – Czarny pionek · g7 – Czarny pionek · h7 – Czarny pionek · f6 – Czarny skoczek · d5 – Czarny pionek · g5 – Biały goniec · d4 – Biały pionek · f3 – Biały skoczek · a2 – Biały pionek · b2 – Biały pionek · c2 – Biały pionek · e2 – Biały pionek · f2 – Biały pionek · g2 – Biały pionek · h2 – Biały pionek · a1 – Biała wieża · b1 – Biały skoczek · d1 – Biały hetman · e1 – Biały król · f1 – Biały goniec · h1 – Biała wieża | a8 – Czarna wieża · b8 – Czarny skoczek · c8 – Czarny goniec · d8 – Czarny hetman · e8 – Czarny król · f8 – Czarny goniec · h8 – Czarna wieża · a7 – Czarny pionek · b7 – Czarny pionek · c7 – Czarny pionek · e7 – Czarny pionek · f7 – Czarny pionek · g7 – Czarny pionek · h7 – Czarny pionek · f6 – Czarny skoczek · d5 – Czarny pionek · g5 – Biały goniec · d4 – Biały pionek · f3 – Biały skoczek · a2 – Biały pionek · b2 – Biały pionek · c2 – Biały pionek · e2 – Biały pionek · f2 – Biały pionek · g2 – Biały pionek · h2 – Biały pionek · a1 – Biała wieża · b1 – Biały skoczek · d1 – Biały hetman · e1 – Biały król · f1 – Biały goniec · h1 – Biała wieża | a8 – Czarna wieża · b8 – Czarny skoczek · c8 – Czarny goniec · d8 – Czarny hetman · e8 – Czarny król · f8 – Czarny goniec · h8 – Czarna wieża · a7 – Czarny pionek · b7 – Czarny pionek · c7 – Czarny pionek · e7 – Czarny pionek · f7 – Czarny pionek · g7 – Czarny pionek · h7 – Czarny pionek · f6 – Czarny skoczek · d5 – Czarny pionek · g5 – Biały goniec · d4 – Biały pionek · f3 – Biały skoczek · a2 – Biały pionek · b2 – Biały pionek · c2 – Biały pionek · e2 – Biały pionek · f2 – Biały pionek · g2 – Biały pionek · h2 – Biały pionek · a1 – Biała wieża · b1 – Biały skoczek · d1 – Biały hetman · e1 – Biały król · f1 – Biały goniec · h1 – Biała wieża | a8 – Czarna wieża · b8 – Czarny skoczek · c8 – Czarny goniec · d8 – Czarny hetman · e8 – Czarny król · f8 – Czarny goniec · h8 – Czarna wieża · a7 – Czarny pionek · b7 – Czarny pionek · c7 – Czarny pionek · e7 – Czarny pionek · f7 – Czarny pionek · g7 – Czarny pionek · h7 – Czarny pionek · f6 – Czarny skoczek · d5 – Czarny pionek · g5 – Biały goniec · d4 – Biały pionek · f3 – Biały skoczek · a2 – Biały pionek · b2 – Biały pionek · c2 – Biały pionek · e2 – Biały pionek · f2 – Biały pionek · g2 – Biały pionek · h2 – Biały pionek · a1 – Biała wieża · b1 – Biały skoczek · d1 – Biały hetman · e1 – Biały król · f1 – Biały goniec · h1 – Biała wieża | a8 – Czarna wieża · b8 – Czarny skoczek · c8 – Czarny goniec · d8 – Czarny hetman · e8 – Czarny król · f8 – Czarny goniec · h8 – Czarna wieża · a7 – Czarny pionek · b7 – Czarny pionek · c7 – Czarny pionek · e7 – Czarny pionek · f7 – Czarny pionek · g7 – Czarny pionek · h7 – Czarny pionek · f6 – Czarny skoczek · d5 – Czarny pionek · g5 – Biały goniec · d4 – Biały pionek · f3 – Biały skoczek · a2 – Biały pionek · b2 – Biały pionek · c2 – Biały pionek · e2 – Biały pionek · f2 – Biały pionek · g2 – Biały pionek · h2 – Biały pionek · a1 – Biała wieża · b1 – Biały skoczek · d1 – Biały hetman · e1 – Biały król · f1 – Biały goniec · h1 – Biała wieża | a8 – Czarna wieża · b8 – Czarny skoczek · c8 – Czarny goniec · d8 – Czarny hetman · e8 – Czarny król · f8 – Czarny goniec · h8 – Czarna wieża · a7 – Czarny pionek · b7 – Czarny pionek · c7 – Czarny pionek · e7 – Czarny pionek · f7 – Czarny pionek · g7 – Czarny pionek · h7 – Czarny pionek · f6 – Czarny skoczek · d5 – Czarny pionek · g5 – Biały goniec · d4 – Biały pionek · f3 – Biały skoczek · a2 – Biały pionek · b2 – Biały pionek · c2 – Biały pionek · e2 – Biały pionek · f2 – Biały pionek · g2 – Biały pionek · h2 – Biały pionek · a1 – Biała wieża · b1 – Biały skoczek · d1 – Biały hetman · e1 – Biały król · f1 – Biały goniec · h1 – Biała wieża | a8 – Czarna wieża · b8 – Czarny skoczek · c8 – Czarny goniec · d8 – Czarny hetman · e8 – Czarny król · f8 – Czarny goniec · h8 – Czarna wieża · a7 – Czarny pionek · b7 – Czarny pionek · c7 – Czarny pionek · e7 – Czarny pionek · f7 – Czarny pionek · g7 – Czarny pionek · h7 – Czarny pionek · f6 – Czarny skoczek · d5 – Czarny pionek · g5 – Biały goniec · d4 – Biały pionek · f3 – Biały skoczek · a2 – Biały pionek · b2 – Biały pionek · c2 – Biały pionek · e2 – Biały pionek · f2 – Biały pionek · g2 – Biały pionek · h2 – Biały pionek · a1 – Biała wieża · b1 – Biały skoczek · d1 – Biały hetman · e1 – Biały król · f1 – Biały goniec · h1 – Biała wieża | a8 – Czarna wieża · b8 – Czarny skoczek · c8 – Czarny goniec · d8 – Czarny hetman · e8 – Czarny król · f8 – Czarny goniec · h8 – Czarna wieża · a7 – Czarny pionek · b7 – Czarny pionek · c7 – Czarny pionek · e7 – Czarny pionek · f7 – Czarny pionek · g7 – Czarny pionek · h7 – Czarny pionek · f6 – Czarny skoczek · d5 – Czarny pionek · g5 – Biały goniec · d4 – Biały pionek · f3 – Biały skoczek · a2 – Biały pionek · b2 – Biały pionek · c2 – Biały pionek · e2 – Biały pionek · f2 – Biały pionek · g2 – Biały pionek · h2 – Biały pionek · a1 – Biała wieża · b1 – Biały skoczek · d1 – Biały hetman · e1 – Biały król · f1 – Biały goniec · h1 – Biała wieża | 3 |
| 2 | a8 – Czarna wieża · b8 – Czarny skoczek · c8 – Czarny goniec · d8 – Czarny hetman · e8 – Czarny król · f8 – Czarny goniec · h8 – Czarna wieża · a7 – Czarny pionek · b7 – Czarny pionek · c7 – Czarny pionek · e7 – Czarny pionek · f7 – Czarny pionek · g7 – Czarny pionek · h7 – Czarny pionek · f6 – Czarny skoczek · d5 – Czarny pionek · g5 – Biały goniec · d4 – Biały pionek · f3 – Biały skoczek · a2 – Biały pionek · b2 – Biały pionek · c2 – Biały pionek · e2 – Biały pionek · f2 – Biały pionek · g2 – Biały pionek · h2 – Biały pionek · a1 – Biała wieża · b1 – Biały skoczek · d1 – Biały hetman · e1 – Biały król · f1 – Biały goniec · h1 – Biała wieża | a8 – Czarna wieża · b8 – Czarny skoczek · c8 – Czarny goniec · d8 – Czarny hetman · e8 – Czarny król · f8 – Czarny goniec · h8 – Czarna wieża · a7 – Czarny pionek · b7 – Czarny pionek · c7 – Czarny pionek · e7 – Czarny pionek · f7 – Czarny pionek · g7 – Czarny pionek · h7 – Czarny pionek · f6 – Czarny skoczek · d5 – Czarny pionek · g5 – Biały goniec · d4 – Biały pionek · f3 – Biały skoczek · a2 – Biały pionek · b2 – Biały pionek · c2 – Biały pionek · e2 – Biały pionek · f2 – Biały pionek · g2 – Biały pionek · h2 – Biały pionek · a1 – Biała wieża · b1 – Biały skoczek · d1 – Biały hetman · e1 – Biały król · f1 – Biały goniec · h1 – Biała wieża | a8 – Czarna wieża · b8 – Czarny skoczek · c8 – Czarny goniec · d8 – Czarny hetman · e8 – Czarny król · f8 – Czarny goniec · h8 – Czarna wieża · a7 – Czarny pionek · b7 – Czarny pionek · c7 – Czarny pionek · e7 – Czarny pionek · f7 – Czarny pionek · g7 – Czarny pionek · h7 – Czarny pionek · f6 – Czarny skoczek · d5 – Czarny pionek · g5 – Biały goniec · d4 – Biały pionek · f3 – Biały skoczek · a2 – Biały pionek · b2 – Biały pionek · c2 – Biały pionek · e2 – Biały pionek · f2 – Biały pionek · g2 – Biały pionek · h2 – Biały pionek · a1 – Biała wieża · b1 – Biały skoczek · d1 – Biały hetman · e1 – Biały król · f1 – Biały goniec · h1 – Biała wieża | a8 – Czarna wieża · b8 – Czarny skoczek · c8 – Czarny goniec · d8 – Czarny hetman · e8 – Czarny król · f8 – Czarny goniec · h8 – Czarna wieża · a7 – Czarny pionek · b7 – Czarny pionek · c7 – Czarny pionek · e7 – Czarny pionek · f7 – Czarny pionek · g7 – Czarny pionek · h7 – Czarny pionek · f6 – Czarny skoczek · d5 – Czarny pionek · g5 – Biały goniec · d4 – Biały pionek · f3 – Biały skoczek · a2 – Biały pionek · b2 – Biały pionek · c2 – Biały pionek · e2 – Biały pionek · f2 – Biały pionek · g2 – Biały pionek · h2 – Biały pionek · a1 – Biała wieża · b1 – Biały skoczek · d1 – Biały hetman · e1 – Biały król · f1 – Biały goniec · h1 – Biała wieża | a8 – Czarna wieża · b8 – Czarny skoczek · c8 – Czarny goniec · d8 – Czarny hetman · e8 – Czarny król · f8 – Czarny goniec · h8 – Czarna wieża · a7 – Czarny pionek · b7 – Czarny pionek · c7 – Czarny pionek · e7 – Czarny pionek · f7 – Czarny pionek · g7 – Czarny pionek · h7 – Czarny pionek · f6 – Czarny skoczek · d5 – Czarny pionek · g5 – Biały goniec · d4 – Biały pionek · f3 – Biały skoczek · a2 – Biały pionek · b2 – Biały pionek · c2 – Biały pionek · e2 – Biały pionek · f2 – Biały pionek · g2 – Biały pionek · h2 – Biały pionek · a1 – Biała wieża · b1 – Biały skoczek · d1 – Biały hetman · e1 – Biały król · f1 – Biały goniec · h1 – Biała wieża | a8 – Czarna wieża · b8 – Czarny skoczek · c8 – Czarny goniec · d8 – Czarny hetman · e8 – Czarny król · f8 – Czarny goniec · h8 – Czarna wieża · a7 – Czarny pionek · b7 – Czarny pionek · c7 – Czarny pionek · e7 – Czarny pionek · f7 – Czarny pionek · g7 – Czarny pionek · h7 – Czarny pionek · f6 – Czarny skoczek · d5 – Czarny pionek · g5 – Biały goniec · d4 – Biały pionek · f3 – Biały skoczek · a2 – Biały pionek · b2 – Biały pionek · c2 – Biały pionek · e2 – Biały pionek · f2 – Biały pionek · g2 – Biały pionek · h2 – Biały pionek · a1 – Biała wieża · b1 – Biały skoczek · d1 – Biały hetman · e1 – Biały król · f1 – Biały goniec · h1 – Biała wieża | a8 – Czarna wieża · b8 – Czarny skoczek · c8 – Czarny goniec · d8 – Czarny hetman · e8 – Czarny król · f8 – Czarny goniec · h8 – Czarna wieża · a7 – Czarny pionek · b7 – Czarny pionek · c7 – Czarny pionek · e7 – Czarny pionek · f7 – Czarny pionek · g7 – Czarny pionek · h7 – Czarny pionek · f6 – Czarny skoczek · d5 – Czarny pionek · g5 – Biały goniec · d4 – Biały pionek · f3 – Biały skoczek · a2 – Biały pionek · b2 – Biały pionek · c2 – Biały pionek · e2 – Biały pionek · f2 – Biały pionek · g2 – Biały pionek · h2 – Biały pionek · a1 – Biała wieża · b1 – Biały skoczek · d1 – Biały hetman · e1 – Biały król · f1 – Biały goniec · h1 – Biała wieża | a8 – Czarna wieża · b8 – Czarny skoczek · c8 – Czarny goniec · d8 – Czarny hetman · e8 – Czarny król · f8 – Czarny goniec · h8 – Czarna wieża · a7 – Czarny pionek · b7 – Czarny pionek · c7 – Czarny pionek · e7 – Czarny pionek · f7 – Czarny pionek · g7 – Czarny pionek · h7 – Czarny pionek · f6 – Czarny skoczek · d5 – Czarny pionek · g5 – Biały goniec · d4 – Biały pionek · f3 – Biały skoczek · a2 – Biały pionek · b2 – Biały pionek · c2 – Biały pionek · e2 – Biały pionek · f2 – Biały pionek · g2 – Biały pionek · h2 – Biały pionek · a1 – Biała wieża · b1 – Biały skoczek · d1 – Biały hetman · e1 – Biały król · f1 – Biały goniec · h1 – Biała wieża | 2 |
| 1 | a8 – Czarna wieża · b8 – Czarny skoczek · c8 – Czarny goniec · d8 – Czarny hetman · e8 – Czarny król · f8 – Czarny goniec · h8 – Czarna wieża · a7 – Czarny pionek · b7 – Czarny pionek · c7 – Czarny pionek · e7 – Czarny pionek · f7 – Czarny pionek · g7 – Czarny pionek · h7 – Czarny pionek · f6 – Czarny skoczek · d5 – Czarny pionek · g5 – Biały goniec · d4 – Biały pionek · f3 – Biały skoczek · a2 – Biały pionek · b2 – Biały pionek · c2 – Biały pionek · e2 – Biały pionek · f2 – Biały pionek · g2 – Biały pionek · h2 – Biały pionek · a1 – Biała wieża · b1 – Biały skoczek · d1 – Biały hetman · e1 – Biały król · f1 – Biały goniec · h1 – Biała wieża | a8 – Czarna wieża · b8 – Czarny skoczek · c8 – Czarny goniec · d8 – Czarny hetman · e8 – Czarny król · f8 – Czarny goniec · h8 – Czarna wieża · a7 – Czarny pionek · b7 – Czarny pionek · c7 – Czarny pionek · e7 – Czarny pionek · f7 – Czarny pionek · g7 – Czarny pionek · h7 – Czarny pionek · f6 – Czarny skoczek · d5 – Czarny pionek · g5 – Biały goniec · d4 – Biały pionek · f3 – Biały skoczek · a2 – Biały pionek · b2 – Biały pionek · c2 – Biały pionek · e2 – Biały pionek · f2 – Biały pionek · g2 – Biały pionek · h2 – Biały pionek · a1 – Biała wieża · b1 – Biały skoczek · d1 – Biały hetman · e1 – Biały król · f1 – Biały goniec · h1 – Biała wieża | a8 – Czarna wieża · b8 – Czarny skoczek · c8 – Czarny goniec · d8 – Czarny hetman · e8 – Czarny król · f8 – Czarny goniec · h8 – Czarna wieża · a7 – Czarny pionek · b7 – Czarny pionek · c7 – Czarny pionek · e7 – Czarny pionek · f7 – Czarny pionek · g7 – Czarny pionek · h7 – Czarny pionek · f6 – Czarny skoczek · d5 – Czarny pionek · g5 – Biały goniec · d4 – Biały pionek · f3 – Biały skoczek · a2 – Biały pionek · b2 – Biały pionek · c2 – Biały pionek · e2 – Biały pionek · f2 – Biały pionek · g2 – Biały pionek · h2 – Biały pionek · a1 – Biała wieża · b1 – Biały skoczek · d1 – Biały hetman · e1 – Biały król · f1 – Biały goniec · h1 – Biała wieża | a8 – Czarna wieża · b8 – Czarny skoczek · c8 – Czarny goniec · d8 – Czarny hetman · e8 – Czarny król · f8 – Czarny goniec · h8 – Czarna wieża · a7 – Czarny pionek · b7 – Czarny pionek · c7 – Czarny pionek · e7 – Czarny pionek · f7 – Czarny pionek · g7 – Czarny pionek · h7 – Czarny pionek · f6 – Czarny skoczek · d5 – Czarny pionek · g5 – Biały goniec · d4 – Biały pionek · f3 – Biały skoczek · a2 – Biały pionek · b2 – Biały pionek · c2 – Biały pionek · e2 – Biały pionek · f2 – Biały pionek · g2 – Biały pionek · h2 – Biały pionek · a1 – Biała wieża · b1 – Biały skoczek · d1 – Biały hetman · e1 – Biały król · f1 – Biały goniec · h1 – Biała wieża | a8 – Czarna wieża · b8 – Czarny skoczek · c8 – Czarny goniec · d8 – Czarny hetman · e8 – Czarny król · f8 – Czarny goniec · h8 – Czarna wieża · a7 – Czarny pionek · b7 – Czarny pionek · c7 – Czarny pionek · e7 – Czarny pionek · f7 – Czarny pionek · g7 – Czarny pionek · h7 – Czarny pionek · f6 – Czarny skoczek · d5 – Czarny pionek · g5 – Biały goniec · d4 – Biały pionek · f3 – Biały skoczek · a2 – Biały pionek · b2 – Biały pionek · c2 – Biały pionek · e2 – Biały pionek · f2 – Biały pionek · g2 – Biały pionek · h2 – Biały pionek · a1 – Biała wieża · b1 – Biały skoczek · d1 – Biały hetman · e1 – Biały król · f1 – Biały goniec · h1 – Biała wieża | a8 – Czarna wieża · b8 – Czarny skoczek · c8 – Czarny goniec · d8 – Czarny hetman · e8 – Czarny król · f8 – Czarny goniec · h8 – Czarna wieża · a7 – Czarny pionek · b7 – Czarny pionek · c7 – Czarny pionek · e7 – Czarny pionek · f7 – Czarny pionek · g7 – Czarny pionek · h7 – Czarny pionek · f6 – Czarny skoczek · d5 – Czarny pionek · g5 – Biały goniec · d4 – Biały pionek · f3 – Biały skoczek · a2 – Biały pionek · b2 – Biały pionek · c2 – Biały pionek · e2 – Biały pionek · f2 – Biały pionek · g2 – Biały pionek · h2 – Biały pionek · a1 – Biała wieża · b1 – Biały skoczek · d1 – Biały hetman · e1 – Biały król · f1 – Biały goniec · h1 – Biała wieża | a8 – Czarna wieża · b8 – Czarny skoczek · c8 – Czarny goniec · d8 – Czarny hetman · e8 – Czarny król · f8 – Czarny goniec · h8 – Czarna wieża · a7 – Czarny pionek · b7 – Czarny pionek · c7 – Czarny pionek · e7 – Czarny pionek · f7 – Czarny pionek · g7 – Czarny pionek · h7 – Czarny pionek · f6 – Czarny skoczek · d5 – Czarny pionek · g5 – Biały goniec · d4 – Biały pionek · f3 – Biały skoczek · a2 – Biały pionek · b2 – Biały pionek · c2 – Biały pionek · e2 – Biały pionek · f2 – Biały pionek · g2 – Biały pionek · h2 – Biały pionek · a1 – Biała wieża · b1 – Biały skoczek · d1 – Biały hetman · e1 – Biały król · f1 – Biały goniec · h1 – Biała wieża | a8 – Czarna wieża · b8 – Czarny skoczek · c8 – Czarny goniec · d8 – Czarny hetman · e8 – Czarny król · f8 – Czarny goniec · h8 – Czarna wieża · a7 – Czarny pionek · b7 – Czarny pionek · c7 – Czarny pionek · e7 – Czarny pionek · f7 – Czarny pionek · g7 – Czarny pionek · h7 – Czarny pionek · f6 – Czarny skoczek · d5 – Czarny pionek · g5 – Biały goniec · d4 – Biały pionek · f3 – Biały skoczek · a2 – Biały pionek · b2 – Biały pionek · c2 – Biały pionek · e2 – Biały pionek · f2 – Biały pionek · g2 – Biały pionek · h2 – Biały pionek · a1 – Biała wieża · b1 – Biały skoczek · d1 – Biały hetman · e1 – Biały król · f1 – Biały goniec · h1 – Biała wieża | 1 |
|   | a | b | c | d | e | f | g | h |   |

Atak Torre – otwarcie szachowe, należące do grupy debiutów zamkniętych. Rozpoczyna się od posunięć:
- 1. d4 d5
- 2. Sf3 Sf6
- 3. Gg5

Nazwa debiutu pochodzi od nazwiska meksykańskiego szachisty, Carlosa Torre, który wprowadził je do praktyki turniejowej. Duży wkład w rozwój debiutu miał również Ksawery Tartakower.
W przypadku dalszych posunięć 3... e6 4. c4 powstaje klasyczna pozycja gambitu hetmańskiego.
W encyklopedii ECO atak Torre oznaczony jest symbolem D03.